# Copa Voyageurs
La Copa Voyageurs (en francés: Coupe des Voyageurs; en inglés: Voyageurs Cup) es el máximo trofeo de fútbol profesional que se otorga en Canadá. Entre 2002 y 2007 la copa se otorgó anualmente al mejor equipo canadiense en la USL First Division, y a partir de 2008, el trofeo se otorga al campeón del Campeonato Canadiense de Fútbol. CF Montréal ha obtenido el trofeo en diez oportunidades mientras que Toronto FC lo ha recibido en siete. El trofeo fue creado por una asociación de aficionados al fútbol de Canadá denominada "The Voyageurs" (Los Viajeros), de donde recibió su nombre.

## Historia
El Montreal Impact obtuvo el trofeo en siete oportunidades, las seis primeras en virtud de su desempeño durante la temporada de la USL First Division frente a los demás equipos canadienses. El equipo Calgary Storm jamás superó el cuarto puesto en la competencia, mientras que los Edmonton Aviators finalizaron en el tercer puesto en su única participación en el torneo. Ambos equipos de Alberta se retiraron después de la temporada de 2004. El Toronto Lynx fue subcampeón en cuatro de sus cinco participaciones, retirándose para participar en la División de los Grandes Lagos de la Premier Development League desde 2007. Como consecuencia, en 2007 el trofeo se otorgó por los resultados en la temporada regular de la USL entre Montreal Impact y Vancouver Whitecaps. 
Tras la creación del Campeonato Canadiense de Fútbol, el Montreal Impact ganó el primer torneo reteniendo el trofeo, lo cual representó su séptima obtención consecutiva de la Copa Voyageurs. Toronto FC ganó el Campeonato Canadiense de Fútbol 2009 obteniendo la Copa Voyageurs por primera vez. 
La copa fue creada por una asociación de aficionados al fútbol de Canadá denominada "The Voyageurs" (Los Viajeros), la cual fue fundada en 1996 y que inicialmente solo se dedicaba a apoyar a la Selección de fútbol de Canadá en todas sus categorías. Hasta 2008, los costos asociados al mantenimiento de la copa, como el grabado de los nombres de los campeones, el transporte, la conservación y la promoción habían sido pagados por donaciones privadas de los miembros individuales de The Voyageurs. En 2008, el trofeo fue entregado a la Asociación Canadiense de Fútbol para reconocer a los campeones del Campeonato Canadiense de Fútbol.

### Categoría femenina
Entre 2004 y 2006 se otorgaron las Copas Voyageurs femenina oeste y femenina este. La Supercopa Voyageurs femenina se otorgó por única vez en 2006.

## Equipos

### Actuales
- CF Montréal (2002-presente)
- Vancouver Whitecaps FC (2002-presente)
- Toronto FC (2008-presente)
- Cavalry FC (2019-presente)
- FC Edmonton (2011-presente)
- Forge FC (2019-presente)
- HFX Wanderers FC (2019-presente)
- Pacific FC (2019-presente)
- Valour FC (2019-presente)
- York9 FC (2019-presente)
- Atlético Ottawa (2021-presente)

### Anteriores
- Toronto Lynx (2002-2006)
- Calgary Storm / Calgary Mustangs (2002-2004)
- Edmonton Aviators (2004)
- Ottawa Fury FC (2014-2019)

## Ganadores

### 2002 - 2007
Entre 2002 a 2007, la copa se decidía de acuerdo al desempeño en los partidos de equipos canadienses durante la temporada regular de la USL First Division.
| Año  | Campeón         | Resultado | Subcampeón          |
| ---- | --------------- | --------- | ------------------- |
| 2002 | Montreal Impact | Liga      | Toronto Lynx        |
| 2003 | Montreal Impact | Liga      | Toronto Lynx        |
| 2004 | Montreal Impact | Liga      | Toronto Lynx        |
| 2005 | Montreal Impact | Liga      | Vancouver Whitecaps |
| 2006 | Montreal Impact | Liga      | Toronto Lynx        |
| 2007 | Montreal Impact | 0:0 2:0   | Vancouver Whitecaps |
| 2007 | Montreal Impact | 0:0 2:0   | Vancouver Whitecaps |

### 2008 - presente
Desde 2008, la copa se otorga al campeón del Campeonato Canadiense de Fútbol.
| Año  | Campeón             | Resultado            | Subcampeón          |
| ---- | ------------------- | -------------------- | ------------------- |
| 2008 | Montreal Impact     | Liga                 | Toronto             |
| 2009 | Toronto             | Liga                 | Vancouver Whitecaps |
| 2010 | Toronto             | Liga                 | Vancouver Whitecaps |
| 2011 | Toronto             | 1:1 2:1              | Vancouver Whitecaps |
| 2012 | Toronto             | 1:1 1:0              | Vancouver Whitecaps |
| 2013 | Montreal Impact     | 0:0 2:2 (v.)         | Vancouver Whitecaps |
| 2014 | Montreal Impact     | 1:1 1:0              | Toronto             |
| 2015 | Vancouver Whitecaps | 2:2 2:0              | Montreal Impact     |
| 2016 | Toronto             | 1:0 1:2 (v.)         | Vancouver Whitecaps |
| 2017 | Toronto             | 1:1 2:1              | Montreal Impact     |
| 2018 | Toronto             | 2:2 5:2              | Vancouver Whitecaps |
| 2019 | Montreal Impact     | 1:0 0:1 (3:1) (pen.) | Toronto             |
| 2020 | Toronto             | 1:1 (5:4) (pen.)     | Forge FC            |
| 2021 | CF Montréal         | 1:0                  | Toronto             |
| 2022 | Vancouver Whitecaps | 1:1 (5:3) (pen.)     | Toronto             |
| 2023 | Vancouver Whitecaps | 2:1                  | CF Montréal         |
| 2024 | Vancouver Whitecaps | 0:0 (4:2) (pen.)     | Toronto             |

### Títulos por equipo
| Equipo              | Títulos | Subtítulos | Años campeón                                                     | Años subcampeón                                      |
| ------------------- | ------- | ---------- | ---------------------------------------------------------------- | ---------------------------------------------------- |
| CF Montréal         | 11      | 3          | 2002, 2003, 2004, 2005, 2006, 2007, 2008, 2013, 2014, 2019, 2021 | 2015, 2017, 2023                                     |
| Toronto FC          | 8       | 5          | 2009, 2010, 2011, 2012, 2016, 2017, 2018, 2020                   | 2008, 2014, 2019, 2021, 2022                         |
| Vancouver Whitecaps | 4       | 9          | 2015, 2022, 2023, 2024                                           | 2005, 2007, 2009, 2010, 2011, 2012, 2013, 2016, 2018 |
| Toronto Lynx        | 0       | 4          | -                                                                | 2002, 2003, 2004, 2006                               |
| Forge FC            | 0       | 1          | -                                                                | 2020                                                 |